# 上尾市立大谷小学校
上尾市立大谷小学校（あげおしりつ おおやしょうがっこう）は、埼玉県上尾市大字大谷本郷にある公立小学校。

## 概要
上尾市南部の大谷地区内に位置する。
北校舎と南校舎があり、それぞれの学年が分かれている。
学校では「なかよしタイム」という高学年の生徒と、低学年の生徒がふれあう機会を設けている。
月曜日は、5時間授業、それ以外は、小学生5年生から全て6時間授業である。
基本的には1時間授業が終わると10分間の休み時間だが、2時間目が終わると20分間、給食が終わると20分間の休み時間が設けられている。
毎週水曜と金曜日には「さわやかタイム」がある。それは1時間目の授業の前に10分間走るというものである。冬場はなわとびの場合もある。

## 沿革
- 1889年（明治22年）10月6日 - 大谷尋常小学校として大谷本郷762番地（泉光寺跡地、現在の大谷本郷自治会館付近）に創立する。（開校記念日）[1]
- 1902年（明治35年）10月1日 - 大谷尋常高等小学校と改称し、2ヶ年の高等科を併置する。
- 1907年（明治40年）3月31日 - 校地・校舎を拡張し、高等科4ヶ年に改める。
- 1908年（明治41年）4月1日 - 小学校令の改正により尋常科6ヶ年、高等科2ヶ年とする。
- 1924年（大正13年）9月1日 - 校内に大谷村立大谷図書館を設置し、開館する[2]。
- 1927年（昭和2年）4月1日 - 現在地（大谷本郷528番地）に新築移転する。校舎2棟(323,25坪)
- 1933年（昭和8年）6月5日 - 校舎を増築する。(30坪)
- 1941年（昭和16年）4月1日 - 大谷国民学校と改称する。
- 1946年（昭和21年）5月31日 - 校地の拡張をする。総面積5,050坪となる。
- 1947年（昭和22年）4月1日 - 大谷村立大谷小学校と改称する。
- 1953年（昭和28年）7月17日 - 特別教室兼講堂を新築する。(100坪)
- 1955年（昭和30年）1月1日 - 町村合併により上尾町立大谷小学校となる。
- 1958年（昭和33年）7月15日 - 市制の施行により上尾市立大谷小学校となる。
- 1962年（昭和37年）1月15日 - 給食室(20坪)を新築し学校給食を開始する。
- 1967年（昭和42年）7月25日 - プールエ事完成する。
- 1969年（昭和44年）10月12日 - 校旗・校歌を制定する。
- 1972年（昭和47年）5月31日 - 鉄筋校舎15教室完成(現北校舎)
- 1976年（昭和51年）7月31日 - 校地拡張と屋内運動場完成
- 1979年（昭和54年）
  - 3月24日 - 木造校舎を取り壊し、鉄筋三階建校舎を増築する。(現南校舎)
  - 9月1日 - 岩石園を新設する。
- 1980年（昭和55年）
  - 3月31日 - スタンフレーム校舎(平屋)3教室増築する。
  - 8月31日 - 鉄筋教室を増築する。(2)(南校舎3階)
- 1981年（昭和56年）
  - 3月20日 - スタンフレーム校舎(平屋)3教室増築する。
  - 4月8日 - 教育相談室開設
- 1983年（昭和58年）11月1日 - 校庭散水設備設置
- 1984年（昭和59年）4月28日 - プール改増工事
- 1986年（昭和61年）2月6日 - よい歯の努力学校として表彰
- 1987年（昭和62年）
  - 2月12日 - よい歯の努力学校として再び表彰
  - 10月17日 - スタンフレーム一棟撤去(3教室)
  - 11月17日 - 北足立北部教育放送利用研究会を開催
- 1988年（昭和63年）
  - 2月18日 - よい歯の努力学校として三度表彰
  - 4月 - プール付帯施設改修
  - 11月6日 - 開校百年記念事業(式典、記念誌発行)
- 1989年（平成元年）
  - 2月16日 - よい歯の努力校として四度目の表彰
  - 12月12日 - 社会科ブロック別授業研究会
- 1990年（平成2年）5月2日 - 緑化コンクール優良校として表彰
- 1991年（平成3年）
  - 8月31日 - 北校舎外装工事、窓交換
  - 5月31日 - 石灰小屋設置
  - 8月22日 - 保健室エアコン設置
- 1992年（平成4年）
  - 4月1日 - 学区変更壱丁目の低中学年今泉小へ
  - 5月19日 - 用務員室撤去(学校畑)
  - 7月27日 - プールフェンス防護網取付
  - 8月6日 - 焼却炉新調
- 1993年（平成5年）
  - 2月2日 - 体育館袖幕新調
  - 3月31日 - 教室増灯工事1室，教室照明器全交換4室
  - 4月 - ティーム・ティーチング導入
  - 4月 - 市教委研究委嘱(T・T)
  - 10月 - 学校緑化植樹(カイ，シャラ，イチイ他)
- 1994年（平成6年）
  - 4月 - 市教委研究委嘱(T・T)
  - 7月21日 - スタンフレーム棟撤去(3教室)
- 1995年（平成7年）8月1日 - 焼却炉へのコンクリート通路整傭
- 1996年（平成8年）6月25日 - エアコン設置(職員室、校長室、事務室)
- 1997年（平成9年）
  - 6月13日 - プール全面改築
  - 8月20日 - 校庭常設テント設置
  - 10月1日 - 焼却炉使用停止
- 1999年（平成11年）
  - 2月4日 - 県学校歯科保健優良校として表彰
  - 2月23日 - 体育館改修工事(床、外装)
- 2000年（平成12年）
  - 8月 - 北校舎2階2クラス床張り替え，国旗・市旗・校旗掲揚塔設置
  - 10月 - 給食室ドライ方式に改修工事
- 2001年）平成13年）7月 - インターネット接続工事
- 2002年平成14年）
  - 2月 - 校門改修工事(3か所)
  - 4月 - 市教委研究委嘱(教育相談)
- 2003年（平成15年）
  - 3月 - 仮説校舎設置（2教室）
  - 時期不明 - 駐車場新設（北側）
  - 7月 - エアコン設置(図書室）
  - 12月3日 - 市教委研究委嘱(教育相談)研究発表会
- 2004年（平成16年）4月 - 市教委研究委嘱(生徒指導)
- 2005年（平成17年）4月 - 市教委研究委嘱(生徒指導)
- 2007年（平成19年）4月 - 市教委研究委嘱(国語科)

## 所在地
- 〒362-0044　埼玉県上尾市大字大谷本郷528
- 電話： 048-781-0120　Fax： 048-726-0493